# چوکوواتس (ورانگه)
چوکوواتس (به صربی: Ćukovac) یک منطقهٔ مسکونی در صربستان است که در ناحیه پچینیا واقع شده‌است. چوکوواتس ۱٬۰۰۷ نفر جمعیت دارد.